# Ludwigsbahnhof (Nürnberg)

Der Ludwigsbahnhof am Nürnberger Plärrer war sowohl der erste Nürnberger als auch der erste deutsche Bahnhof und stellte zusammen mit dem Fürther Ludwigsbahnhof einen der beiden Kopfbahnhöfe der Ludwigseisenbahn dar. Er nahm am 7. Dezember 1835 mit der Fahrt der ersten deutschen Eisenbahn (und der Lokomotive „Adler“) zum Fürther Ludwigsbahnhof seinen Betrieb auf.

## Geschichte

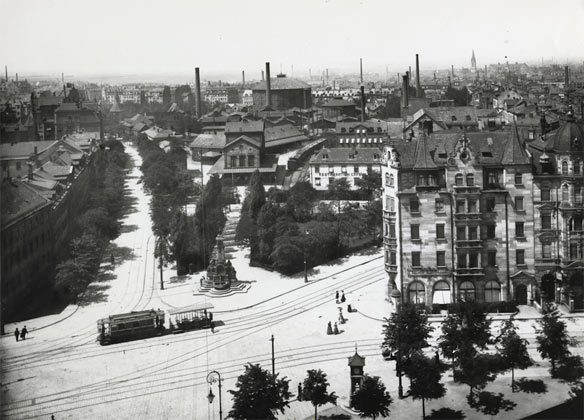
Ludwigsbahnhof (Mitte) nach der Elektrifizierung, 1905

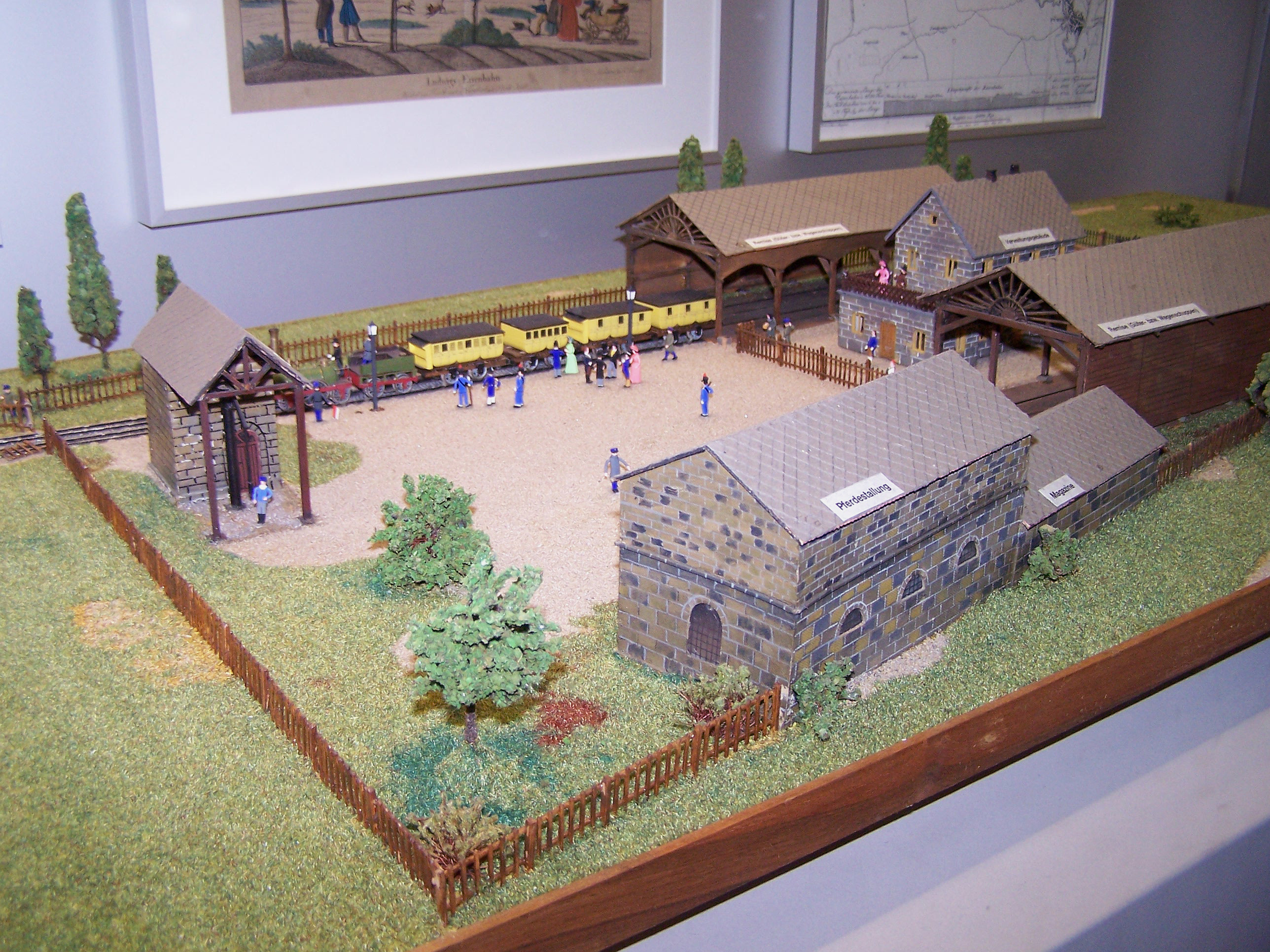
Modell des ersten Bahnhofsgebäudes im Verkehrsmuseum Nürnberg

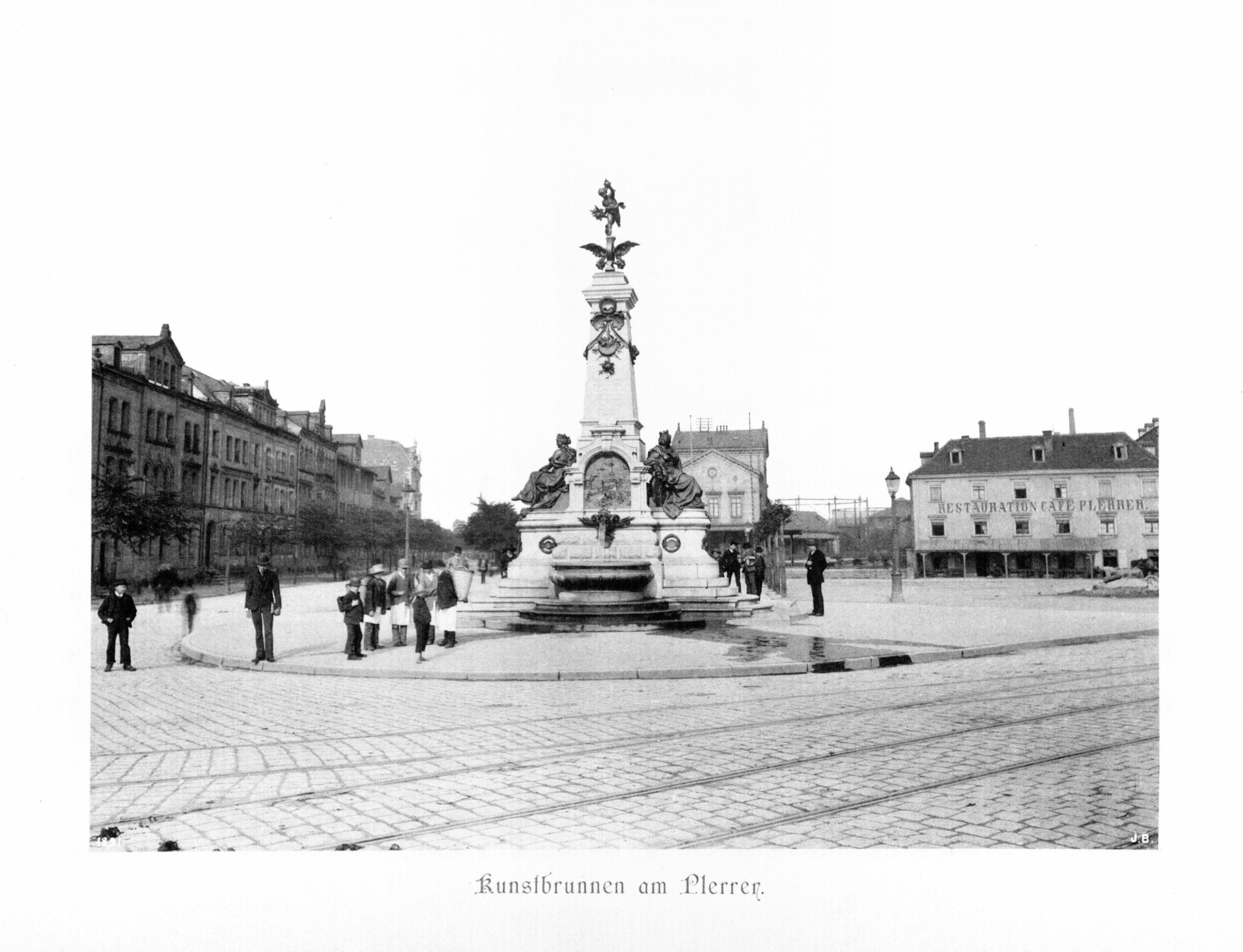
Ludwig-Eisenbahn-Denkmal an seinem ersten Standort am Plärrer, 1891

Der Ludwigsbahnhof wurde am 7. Dezember 1835 mit der Jungfernfahrt des Adlers unter der Anwesenheit zahlreicher Schaulustiger feierlich eröffnet. Der Namensgeber König Ludwig I. besuchte den Bahnhof jedoch erst am 17. August 1836 und unternahm anschließend eine Fahrt mit Deutschlands erster Eisenbahn. Hierbei wurden ihm zu Ehren vor den Bahnhöfen in Nürnberg und Fürth vom Nürnberger Professor Heideloff entworfene Ehrenpforten aufgebaut und der Bahnhof wie folgt beschrieben:

„In Nürnberg befinden sich zu den Seiten der Bahn zwei Remisen, jede von 51 Fuß lang und 28 Fuß breit zur Aufstellung der Wagen, die über vier Drehscheiben und der amerikanischen Plattenschienenverbindung von der einen Remise in die andere gebracht werden können. Das Gebälk des Dachs der Remisen ist 17 Fuß über den Boden, damit der Dampfwagen mit seinem ausgerichteten Kamin es nicht berührt. Jede dieser Remisen ruht auf 14 Stück 16 Fuß und 5 Zoll langen, 10 Zoll im Durchmesser bestehenden Säulen. Das Dach ist mit Schiefer gedeckt, die Seiten sind mit Latten verschlossen, diese ruhen auf eichenen Grundschwellen. Die Plattschienen, auf welchen die Spurkränze laufen, bestehen aus eingewalztem Eisen. An den Seiten dieser Schienen sind Einschnitte zur Aufnahme der Spurkränze der Wagen. In der Remise befindet sich zwischen den Bahngeleisen ein ausgemauertes Loch von 14 Fuß Länge, 4 Fuß Breite und 3 Fuß Höhe, über welchem der Dampf- und andere Wagen aufgestellt werden, wenn an denselben Arbeiten vorgenommen werden müssen.“

Durch das wachsende Verkehrsaufkommen wurde das Ursprungsgebäude bereits 1872 durch einen größeren Neubau ersetzt. Mit der Inbetriebnahme des Nürnberger Straßenbahnnetzes im Jahr 1881 entstand ein Umsteigeknoten. Für das Nürnberger Eisenbahnnetz war er jedoch schon bald unbedeutend geworden, da man bereits 1846 den viel größeren staatlichen Centralbahnhof am Königstor errichtet hatte. Neben der staatlichen Eisenbahn führte die aufkommende Konkurrenz durch die seit Ende 1881 parallel und seit 1896 elektrifiziert verkehrende Straßenbahn auf der Fürther Straße schließlich am 31. Oktober 1922 zur Insolvenz der Ludwigseisenbahn und somit auch zur Einstellung des Betriebs am Ludwigsbahnhof. Das 1890 enthüllte Ludwig-Eisenbahn-Denkmal befand sich vor dem Gebäude und wurde 1927 bei der Verlegung der Straßenbahngleise an die Stadtgrenze zwischen Nürnberg und Fürth versetzt. Seit 1993 befindet es sich an der Fürther Straße am östlichen Ausgang des U-Bahnhofs Bärenschanze.
Das Bahnhofsgebäude überstand den Zweiten Weltkrieg zwar unbeschadet, wurde jedoch 1951 für die Neuordnung der Straßen am Plärrer und den Bau des Plärrerhochhauses abgerissen. Seit 1980 befindet sich in unmittelbarer Nähe der Bahnhof Plärrer der Nürnberger U-Bahn.